# Stewart Copeland
Stewart Armstrong Copeland (Alexandria, 16 de julho de 1952) é um baterista estadunidense, conhecido por tocar em bandas de renome, como The Police e Curved Air. Copeland também é conhecido no mundo dos videogames, por ser o criador da trilha sonora da trilogia Spyro the Dragon, um dos clássicos de Playstation.
Copeland é filho de um ex agente da CIA. Junto com Sting e Andy Summers formaram a banda The Police. Lançou trabalhos solo como o álbum The Rhythmatist de 1985, também fez parte de bandas como Animal Logic e a mais recente Oysterhead, com o baixista e vocalista Les Claypool do Primus e o guitarrista Trey Anastasio do Phish.
Ele foi introduzido no Hall da Fama do Rock and Roll como membro do Police em 2003, o Hall da Fama Modern Drummer em 2005 e o Hall da Fama Classic Drummer em 2013. Em 2016, Copeland foi ranqueado em 10º na lista "100 Melhores Bateristas de Todos os Tempos" da revista Rolling Stone.